# Adil Atan
Adil Atan (né le 1er janvier 1929 et mort le 18 avril 1989) est un lutteur turc spécialiste de la lutte libre. Il participe aux Jeux olympiques d'été de 1952 dans la catégorie des poids mi-lourds (79-87 kg). Il y remporte la médaille de bronze. Il participe également aux Jeux olympiques d'été de 1956.

## Palmarès

### Jeux olympiques
- Jeux olympiques de 1952 à Helsinki,  Finlande
  -  Médaille de bronze.